# John Pond
John Pond (* 1767 in London; † 7. September 1836 in Blackheath, London) war ein englischer Astronom.

## Leben
Pond wurde 1811 Direktor des Greenwich-Observatoriums und damit der (sechste) Königliche Astronom (Astronomer Royal).
1814 wurde er zum auswärtigen Mitglied der Göttinger Akademie der Wissenschaften gewählt. 1816 wurde er korrespondierendes Mitglied der Académie des sciences. 1822 wurde er in die American Academy of Arts and Sciences gewählt, 1823 wurde er mit der Copley Medal ausgezeichnet. Am 6. August 2009 wurde der Asteroid (7542) Johnpond nach ihm benannt.